# Pièce britannique décimale de vingt pence
La pièce de 20 pence est une pièce de monnaie en circulation au Royaume-Uni. Elle vaut deux dixièmes de livre sterling (0,20 £). Elle a été introduite en 1982, afin de réduire le nombre de pièces de 10 pence en usage.

## Caractéristiques
La pièce mesure 21,4 mm de diamètre pour 1,7 mm d'épaisseur. Elle pèse 5 g. Pour ne pas être confondue avec les autres pièces, elle n'est pas parfaitement ronde, mais en forme d'heptagone aux bords légèrement arrondis. À l'origine en cupronickel, elle est frappée en acier plaqué nickel depuis septembre 1992 en raison de la hausse des prix du métal, qui rendait la valeur nominale des pièces inférieure à la valeur du métal dont elles étaient composées.

## Dessin

La rose couronnée figure au revers des pièces de 20 pence jusqu'en 2008.

Depuis 1982, l'avers de la pièce représente le profil de la reine Élisabeth II, tourné vers la droite et entouré de l'inscription elizabeth ii d g reg f d, soit « Elizabeth II dei gratia regina fidei defensor » (« Élisabeth II, par la grâce de Dieu reine et défenseur de la foi »). Jusqu'en 1984, il s'agit du dessin d'Arnold Machin, sur lequel la reine porte la tiare « Girls of Great Britain and Ireland ». Il est remplacé en 1985 par un dessin de Raphael Maklouf sur lequel la reine porte le diadème d'État de Georges IV. Ce dessin est à son tour remplacé par celui de Ian Rank-Broadley (en) en 1998. La reine y porte de nouveau la tiare « Girls of Great Britain and Ireland ».
Le revers original, dessiné par Christopher Ironside, représente une rose couronnée. Il est remplacé en 2008 par une partie des armoiries royales, suivant le modèle conçu par Matthew Dent. Il est nécessaire de réunir les six pièces de 1 penny à 50 pence pour former les armoiries complètes.

Revers de la pièce de 20 pence, première version.
Avers de la pièce de 20 pence, première version.